# Gerald Bruneau
Gerald Bruneau (Monte Carlo, 1º dicembre 1947) è un fotografo francese.

## Biografia
Nato Gerard Clement Joseph Bruneau, in gioventù lavora in Francia come attore cinematografico con Georges Lautner (Ne nous fâchons pas, 1966, Le Pacha 1968), e Michel Audiard (Faut pas prendre les enfants du bon Dieu pour des canards sauvages, 1968), e come tecnico delle luci per concerti: esperienze che avranno influenza sul suo stile fotografico. Con la compagna Giovanna Pignatelli d'Aragona Cortes si trasferisce nel 1974 a New York, dove frequenta Andy Warhol, e lavora come fotografo delle mostre di pittura della "Factory".
Nel 1978 torna in Italia dove realizza mostre di ritratti fotografici caratterizzati dall'eccentricità dei soggetti (dal barone Jacques d'Adelswärd-Fersennel nel 1978 a “La Conchiglia” di Capri, a Andy Warhol in “Warhol Rivisitato” nel 1982 presso la galleria Graziussi di Venezia). Nel 1983 realizza uno “scoop” fotografico sul latitante Raffaele Pasquale Graziano, sindaco camorrista di Quindici, e comincia a dedicarsi al reportage sociale. Nel 1988 lavora Negli Stati Uniti, dove segue le campagne elettorali dei candidati Jesse Jackson e George W. Bush per "L'Espresso", e realizza un travelogue visivo in Mississippi, dove ritrae musici blues tra cui Louisiana Red, Othar Turner, Sam Carr, Booba Barnes e James Thomas, pubblicato dalla rivista "Tu".
Dal 1989, per vent'anni, è uno dei fotografi dell'agenzia Grazia Neri, attraverso la quale realizza ritratti, copertine e servizi per “Washington Post”, “Time”, “Newsweek”, “Le Figaro”, “Le Monde”, “Wall Street Journal”, "Der Spiegel", “L'Espresso”. Del 1989 sono i reportage fotografici in Israele e in Kurdistan realizzati con la giornalista Lucia Annunziata per Il Venerdì di Repubblica, nel 1990 fotografa il 1º maggio a Tirana con lo scrittore Giordano Bruno Guerri per la rivista "Chorus", e realizza in Russia un reportage sull'Armata Rossa.
Nel 1994 conosce a Roma l'ex brigatista, scrittrice e fotografa Adriana Faranda, che diventa sua compagna, anche di lavoro. Del 1997 è un reportage in Texas sui condannati a morte della prigione di Huntsville dopo l'esecuzione di Joseph Paul Jernigan, per il libro di Pino Corrias Ghiaccio Blu, un reportage sulla tossicodipendenza nel Bronx e nell'East Village di New York con il programma “Needle Exchange” per "Sette" del "Corriere della Sera" e sui "niños de la calle" a Città del Messico per "Specchio" de "La Stampa". Membro dell'Associazione Stampa Estera in Italia, collabora con “Sette” del “Corriere della Sera” e “Vanity Fair” in Italia, “Newsweek” negli Stati Uniti, “Die Welt” e "Frankfurter Allgemeine" in Germania e "El Pais" in Spagna. Torna poi a dedicarsi alla fotografia d'arte, con rivisitazioni di icone della classicità. Tra queste il foto-evento sui Bronzi di Riace “Warriors in Furs”, del 2014.
Nell'agosto del 2014, compie un blitz non autorizzato al Museo archeologico nazionale di Reggio Calabria dove completa una serie di scatti ai bronzi di Riace in velo e tanga. Cinque anni più tardi, realizza per la Fondazione Bracco la mostra fotografica intitolata "Una vita da scienziata – I volti del progetto #100esperte2".